# مرثیه شرق در رثای پوشکین

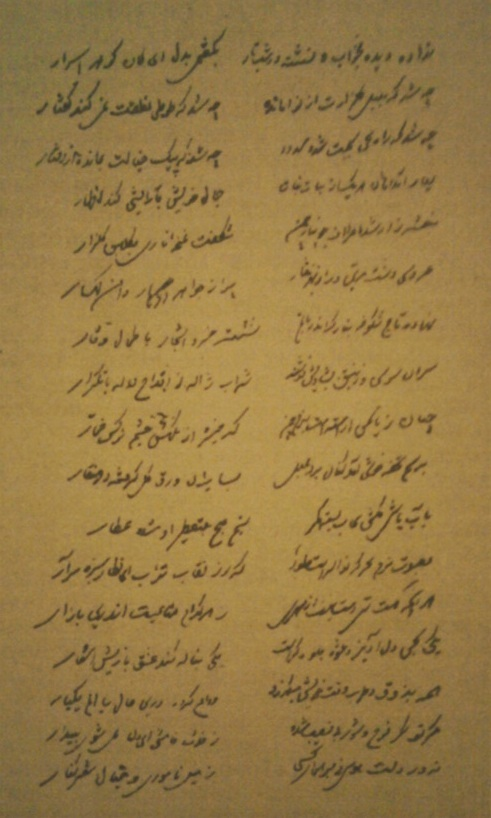

مرثیه شرق در رثای پوشکین یا «مرثیه شرق در وفات پوشکین» نام قصیده ایست که میرزا فتحعلی آخوندزاده در واقعه بعد از کشته شدن الکساندر پوشکین سروده‌است. این قصیده در سال ۱۸۳۷ سروده شده و جزء اولین کارهای آخوندزاده می‌باشد. این قصیده بعداً به کمک الکساندر بستوژف، دوست و آموزگار روسی آخوندزاده به زبان روسی ترجمه و در روزنامه Moskovskii Nablyudatel چاپ گردید.
|                                         |  |                                         |
| نداده دیده به خواب و نشسته درشب تار     |  | بگفتمی به دل ای کان گوهراسرار           |
| چه شد که بلبل گلزارت از نوا مانده       |  | چه شد که طوطی نطقت نمی کندگفتار         |
| چه شد که راه سخن سنجی‌ات شده مسدود       |  | چه شد که پیکخیالت بمانده از رفتار       |
| بهار آمد و هان هر یک از بنات نبات       |  | جمال خویش به آرایشی کند اظهار           |
| بنفشه زار شد اطراف جویبار چمن           |  | شکفت غنچه ناری به گلبن گلزار            |
| نهاده تاج شکوفه بر تارک اندر باغ        |  | نشسته خسرو اشجار با کمال وقار           |
| سران سوسن و زنبق به شادیش نوشند         |  | شراب ژاله ز اقداح لاله با تکرار         |
| چنان ز یاسمن آراسته است بزم چمن         |  | که خیره از نگهش چشم نرگس خمار           |
| به رسم تحفه خوش آمد کنان برد بلبل       |  | به سایرین ورق گل گرفته در منقار         |
| به صوت بزم سحرگه نوا سراست طیور         |  | که از نقاب تراب ای نگار سبزه سر آر      |
| هر آنچه هست تهیدست نیست از هنری         |  | ز هر کدام متاعی است اندرین بازار        |
| مگر تو کز فرح و شور بی نصیب شدی         |  | زخواب خامشی ای دل نمی‌شوی بیدار          |
| جواب داد که ای مونسم به تنهایی          |  | مرا دگر پس از این در مدار خود بگذار     |
| مگر تو ای ز جهان بی‌خبر بنشنیدی          |  | ز پوشکین به خیل سخنوران سالار           |
| چه پوشکین که به هنگام نکته پردازیش      |  | صدای مدح ز هر گوشه خاستی صد بار         |
| چه پوشکین که سیه رو شدست کاغذ           |  | از آن که کاش خامه وی را فتد به روش گذار |
| بحسن طبع بیاراست نظم لومنوسف            |  | خیال وی همه آنجا گرفت استقرار           |
| اگرچه ملک سخن را گرفت درجاوین           |  | به حکم رانی و نظمش ولی شد او مختار      |
| کرمزن از می عرفان بکرد پرکاسی           |  | ولی بخورد وی آن می زکاسه سرشار          |
| خیال داشت بهر گردش اش که چون طاووس      |  | هزار نقش غریب آورد در این بازار         |
| بتیر مرگ وجودش نشانه بنمودند            |  | ز روزگار وی آورد بیدریغ دمار            |
| سراج روح ورا تند باد اجل                |  | خاموش و ساخت شبستان جسم او را تار       |
| به تیشه ستم این باغبان پیر برید         |  | / نﮫال نورس قدش ز صحن این گلزار         |
| سرش که مخزن گنج معانی دل بود            |  | ز جور مار طبیعت بگشت خانه مار           |
| پرید مرغ روانش ز آشیان بدن              |  | شده انیس الم جمله صغار و کبار           |
| زمین روس به یأس و حزن کند نوحه          |  | که ای قتیل ز دست شریر بد کردار          |
| ترا نکرد خلاص آن طلسم تو حقا            |  | ز قید سحرگری این عجوز جوهر کار          |
| ز ملک «باغچه سرای» بوی عطر از آن دو گلت |  | دهد به خاک تو «فواره» با نسیم بهار      |
| برد شعر تو «پیر سپید مو قفقاز»          |  | به شعر «صبوحی» تراست ماتمدار            |
| ز دوستان زمینی چو دور افتادی            |  | در آسمان به تو گردید رحمت حق یار        |